# Ty - supermodel (mùa 2)
Ty - supermodel, Mùa 2 (tiếng Nga: "Ты - супермодель 2") là mùa thứ hai của Ty - supermodel trên kênh STS của Nga. Đây là một cuộc cạnh tranh của các thí sinh tham vọng thiếu chuyên nghiệp. Fyodor Bondarchuk sẽ tiếp tục là host của mùa này.
Mỗi tập phim, 13 thí sinh chung cuộc được lựa chọn sẽ cùng sống chung trong chiếc thuyền Chizhik ở Sông Moskva. Họ phải đối mặt với các cuộc thi khác nhau trong buổi chụp hình, thể thao và giải trí với một vòng loại ở cuối mỗi tập phim, nơi một người sẽ bị gửi về nhà.
Người chiến thắng trong cuộc thi này là Svetlana Sergienko, 18 tuổi từ Sochi. Cô giành được:
- Một hợp đồng người mẫu với Elite Model Management ở Paris trong 3 năm trị giá $250.000
- Lên ảnh bìa và trang biên tập cho tạp chí Cosmopolitan
- Chiến dịch quảng cáo cho Mia Cosmetic
- Đại diện cho nước Nga tham gia cuộc thi Elite Model Look 2004 tại Thượng Hải

## Các thí sinh
(Tuổi tính từ ngày dự thi)
| Thí sinh           | Tuổi | Chiều cao               | Quê quán         | Bị loại ở | Hạng |
| ------------------ | ---- | ----------------------- | ---------------- | --------- | ---- |
| Kristina Andreeva  | 15   | 1,77 m (5 ft 9+1⁄2 in)  | Minsk, Belarus   | Tập 1     | 13   |
| Alena Tsepova      | 18   | 1,79 m (5 ft 10+1⁄2 in) | Saint Petersburg | Tập 2     | 12   |
| Ekaterina Borisova | 18   | 1,75 m (5 ft 9 in)      | Volgograd        | Tập 3     | 11   |
| Darya Ivanova      | 19   | 1,80 m (5 ft 11 in)     | Saratov          | Tập 4     | 10   |
| Yulia Ivanova      | 21   | 1,75 m (5 ft 9 in)      | Novosibirsk      | Tập 5     | 9    |
| Anna Borodina      | 19   | 1,77 m (5 ft 9+1⁄2 in)  | Tomsk            | Tập 6     | 8    |
| Svetlana Kostecko  | 20   | 1,79 m (5 ft 10+1⁄2 in) | Yekaterinburg    | Tập 7     | 7    |
| Tatyana Tanaeva    | 21   | 1,77 m (5 ft 9+1⁄2 in)  | Moscow           | Tập 8     | 6    |
| Natalya Malyutina  | 20   | 1,80 m (5 ft 11 in)     | Ivanovo          | Tập 9     | 5    |
| Ksenia Khyzhniak   | 17   | 1,82 m (5 ft 11+1⁄2 in) | Kyiv, Ukraina    | Tập 10    | 4    |
| Anastasia Titova   | 21   | 1,75 m (5 ft 9 in)      | Saint Petersburg | Tập 11    | 3    |
| Arina Morozova     | 16   | 1,80 m (5 ft 11 in)     | Veliky Novgorod  | Tập 12    | 2    |
| Svetlana Sergienko | 18   | 1,80 m (5 ft 11 in)     | Sochi            | Tập 12    | 1    |

## Các tập

### Tập 1: First Joys, First Tears
Khởi chiếu: 29 tháng 1 năm 2005
Từ 2500 thí sinh đăng kí dự thi, 13 cô gái mới được lần lượt đón bởi một chiếc xe buýt tại các địa điểm khác nhau ở Moscow để bắt đầu cuộc thi. Sau đó, họ được gặp Fyodor tại một trại quân đội và được phép thực hiện một vài cuộc gọi cuối cùng khi họ phải đưa điện thoại di động của mình cho chương trình. Các cô gái sau đó được gặp đạo diễn Lyubov Grechishnikova cho thử thách trình diễn thời trang trước mặt nhiều bộ đội và họ chỉ có 30 phút để làm tóc, trang điểm và thay đồ. Sau đó, họ được dọn tới "ngôi nhà chung" của mình tại sông Moskva, thực chất là trên một chiếc du thuyền tên Chizhik.
Ngày hôm sau, họ được đưa tới một khu thể thao cho buổi chụp hình đầu tiên hóa thân thành Eva ở vườn địa đàng, khi họ sẽ khỏa thân và được phun sơn lên người với những kiểu nhân vật Eva khác nhau. Tuy nhiên, Darya đã ngủ quên nên đến trễ 40 phút và gây ra nhiều bất tiện cho mọi người. Ngày tiếp theo, họ được du ngoạn trên sông Moskva. Vào buổi đánh giá đầu tiên với sự xuất hiện của giám khảo khách mời Lyubov Grechishnikova, Ksenia được gọi tên đầu tiên và Kristina là thí sinh đầu tiên bị loại.
- Nhiếp ảnh gia: Dmitriy Ukhov
- Khách mời đặc biệt: Lyubov Grechishnikova, Yulia Panova

### Tập 2: Learning to walk the catwalk and play bowling. Gets hard
Khởi chiếu: 30 tháng 1 năm 2005
12 cô gái còn lại được đưa tới Studio Profi cho buổi chụp hình tiếp theo tạo dáng trong giày cao gót, nhưng họ sẽ chỉ có 5 giây để tự chọn một đôi giày và trang phục cho mình. Ngày hôm sau, họ đã có một buổi tập catwalk với đạo diễn Lyubov Grechishnikova và đã có thử thách trình diễn thời trang giống như họ đang thống trị trên sàn diễn ở Ý. Kết quả là Svetlana S. chiến thắng thử thách và cô chọn Tatyana & Yulia để cùng nhận thưởng là được đi chơi với nhóm nhạc Premyer-Ministr tại câu lạc bộ bowling Samolet vào ngày mai.
Ngày tiếp theo, Fyodor đến gặp các cô gái tại du thuyền với một chồng sách và từng người một đã có buổi nói chuyện riêng với ông. Vào buổi đánh giá ngày hôm sau với sự xuất hiện của giám khảo khách mời Lyubov Grechishnikova, Natalya được gọi tên đầu tiên và Alena là thí sinh tiếp theo bị loại.
- Nhiếp ảnh gia: Dmitriy Tyurin
- Khách mời đặc biệt: Lyubov Grechishnikova, Jean Grigoriev-Milimerov, Marat Chanyshev, Pete Jason, Vyacheslav Bodolika

### Tập 3: Witches Flock to the Sabbath
Khởi chiếu: 5 tháng 2 năm 2005
11 cô gái còn lại được đưa tới một phòng tập leo núi đá cho buổi chụp hình tiếp theo hóa thân thành phù thủy, trong khi họ sẽ bị treo lơ lửng từ 12 mét trên không. Ngày hôm sau, họ được đưa tới tiệm salon của Irina Baranova để nhận diện mạo mới của mình. Khi các cô gái đều chấp nhận diện mạo mới của mình, thì Ekaterina từ chối nhận diện mạo khác vì cô không muốn phải cắt đi mái tóc của mình.
Ngày tiếp theo, các cô gái đã có một buổi học trang điểm từ stylish Natalia Cherkasova, trước khi có thử thách trang điểm phần mắt trong 5 phút. Kết quả là Natalya chiến thắng thử thách và cô chọn Ksenia & Tatyana để cùng nhận thưởng là một bữa tối với nhóm nhạc Ivanushki International, trong khi những người còn lại phải làm bữa tối cho họ. Vào buổi đánh giá ngày hôm sau, họ đã thử thách trang điểm giống như tấm hình được đưa ra cho họ. Kết quả là Anastasia được gọi tên đầu tiên và Ekaterina là thí sinh tiếp theo bị loại.
- Nhiếp ảnh gia: Sergey Maslov
- Khách mời đặc biệt: Irina Baranova, Natalia Cherkasova, Andrei Grigoriev-Apollonov, Kirill Andreev, Oleg Yakovlev

### Tập 4: All the colors are inside you
Khởi chiếu: 6 tháng 2 năm 2005
10 cô gái còn lại được đưa tới Studio Profi cho buổi chụp hình chân dung trắng đen bộc lộ cảm xúc. Ngày hôm sau, họ đã có một buổi casting cho Russian Fashion Week 2004 và chỉ có Tatyana là được chọn để trình diễn thời trang cho Tata-Naka. Sau đó, họ đã có một buổi quay video âm nhạc cho ca sĩ Zhanna Friske, nhưng chỉ có Anastasia, Darya, Ksenia, Tatyana & Yulia là được chọn để quay video âm nhạc mới của Zhanna, La La La.
Ngày tiếp theo, họ được đưa tới trung tâm thể dục World Class cho buổi học đấm bốc. Vào buổi đánh giá ngày hôm sau với sự xuất hiện của giám khảo khách mời Zhanna Friske, Svetlana S. được gọi tên đầu tiên và Darya là thí sinh tiếp theo bị loại.
- Nhiếp ảnh gia: Marina Aleksina
- Khách mời đặc biệt: Yulia Panova, Zhanna Friske, Igor Konovalov

### Tập 5: What did Yulia say goodbye?
Khởi chiếu: 12 tháng 2 năm 2005
9 cô gái còn lại đã có buổi chụp hình tiếp theo hóa thân thành thủy thủ trên chính du thuyền họ đang ở. Ngày hôm sau, họ đã có một buổi học về cách đối phó với những tình huống bất ngờ từ nghệ sĩ Vlad Mamyshev-Monroe, khi ông thử thách họ đi catwalk với một sự cố trang phục và kiểm tra cách giải quyết của họ. Kết quả là Anastasia chiến thắng thử thách và cô chọn Arina & Tatyana để cùng nhận thưởng là một buổi trượt tuyết với nhóm nhạc Diskoteka Avariya.
Ngày tiếp theo, họ đã có một buổi casting tại cửa hàng thời trang Valentin Yudashkin. Vào buổi đánh giá với sự xuất hiện của giám khảo khách mời Dmitriy Tyurin, Elena Vasilyeva & Vlad Mamyshev-Monroe, Anastasia được gọi tên đầu tiên và Yulia là thí sinh tiếp theo bị loại.
- Nhiếp ảnh gia: Vladimir Arkhipov
- Khách mời đặc biệt: Yulia Panova, Vlad Mamyshev-Monroe, Alexey Ryzhov, Aleksey Serov, Nikolay Timofeev, Valentin Yudashkin, Dmitriy Tyurin, Elena Vasilieva

### Tập 6: Streams of Tears
Khởi chiếu: 13 tháng 2 năm 2005
8 cô gái còn lại được đưa tới Studio Profi cho buổi chụp hình tiếp theo tỏ ra quyến rũ trong khi hóa thân thành vận động viên thể thao. Ngày hôm sau, họ đã được tìm hiểu về những thực tế khắc nghiệt trong ngành người mẫu hiện nay từ nhà sử học thời trang Alexandre Vassiliev, trước khi họ được bắt cặp cho thử thách khi một người sẽ thiết kế một bộ trang phục và người kia làm người mẫu cho trang phục đó. Kết quả là Ksenia & Svetlana K. là 2 người làm tốt nhất nên sẽ được miễn loại trong buổi loại trừ sắp tới, nhưng Ksenia hi vọng Tatyana cũng sẽ được miễn loại vì cô sẽ không làm tốt nếu không có giúp đỡ của Tatyana, và Alexandre đồng ý yêu cầu này.
Ngày tiếp theo, họ đã có một ngày thư giãn hát karaoke với Yulia. Vào buổi đánh giá ngày hôm sau, các cô gái đều mặc những chiếc váy đen giống hệt nhau cho thử thách tạo ra hình ảnh của một cô gái Paris trong vài phút bằng cách phối một loạt phụ kiện được để trên bàn. Kết quả là Tatyana được gọi tên đầu tiên và Anna là thí sinh tiếp theo bị loại.
- Nhiếp ảnh gia: Roman Agishev
- Khách mời đặc biệt: Alexandre Vassiliev, Yulia Panova

### Tập 7: The model does not decorate the extinct look
Khởi chiếu: 19 tháng 2 năm 2005
7 cô gái còn lại được đưa tới Studio Profi cho buổi chụp hình tiếp theo cho ảnh bìa tạp chí Cosmopolitan. Ngày hôm sau, họ đã có một buổi học diễn xuất với diễn viên Valery Nikolaev, trước khi được xuất hiện trong vai phụ cho 2 bộ phim truyền hình là Grekhi Ottsov và Kholostyaki.
Ngày tiếp theo, Anastasia & Arina nhận được bất ngờ khi người thân của họ đến thăm. Vào buổi đánh giá với sự xuất hiện của giám khảo khách mời Lyubov Grechishnikova & Vyacheslav Zaitsev, Natalya được gọi tên đầu tiên và Svetlana K. là thí sinh tiếp theo bị loại.
- Nhiếp ảnh gia: Vlad Loktev
- Khách mời đặc biệt: Irina Chernyak, Valery Nikolaev, Yevgeny Stychkin, Lyubov Grechishnikova, Vyacheslav Zaitsev

### Tập 8: In fire - we do not burn, in water - we do not drown
Khởi chiếu: 20 tháng 2 năm 2005
6 cô gái còn lại đã có buổi chụp hình tiếp theo tạo dáng dưới nước bên trong một ly cocktail khổng lồ. Ngày hôm sau, họ đã có một bữa sáng với Fyodor tại tiệm cà phê Geraldine và Svetlana S. nhận được bất ngờ khi bạn trai cô đến thăm. Quay về du thuyền, Elena đến gặp họ cho thử thách phỏng vấn để hiểu nhiều hơn về các cô gái và Anastasia giành chiến thắng thử thách. Sau đó, họ đã được xem những sự kiện tốt sẽ xảy ra trong tương lai của họ qua một buổi uống cà phê với Yulia.
Ngày tiếp theo, Anastasia chia sẻ cùng với Arina cho một buổi trò chuyện với phóng viên Oskar Kuchera trong 2 giờ trên xe limô quanh thành phố vì giành chiến thắng thử thách ngày hôm qua. Vào buổi đánh giá ngày hôm sau, Ksenia được gọi tên đầu tiên và Tatyana là thí sinh tiếp theo bị loại.
- Nhiếp ảnh gia: Dmitriy Novokreshchenov
- Khách mời đặc biệt: Yulia Panova, Oskar Kuchera

### Tập 9: "Only a Star Can Outshine a Star"
Khởi chiếu: 27 tháng 2 năm 2005
5 cô gái còn lại được đưa tới Studio Profi cho buổi chụp hình tiếp theo hóa thân thành những ngôi sao của Hollywood. Ngày hôm sau, họ được đưa tới trung tâm thể dục World Class cho buổi học võ Aikido & Karate từ 2 huấn luyện viên Anton Khagov & Vladimir Rybakov, trước khi có thử thách đấu võ với Fyodor. Kết quả là Natalya chiến thắng thử thách và cô chọn Ksenia để cùng nhận thưởng là một buổi đua xe với nhóm nhạc Bi-2.
Ngày tiếp theo, họ đã có buổi chụp hình thứ hai cho mỹ phẩm Mia Cosmetic, khi họ sẽ quay quảng cáo ngắn và chụp hình tạo dáng với sản phẩm như một buổi casting. Vào buổi đánh giá với sự xuất hiện của giám khảo khách mời Dmitriy Tyurin & Olga Shelest, Anastasia là người thể hiện tốt nhất trong buổi chụp hình cho Mia Cosmetic nên sẽ được trở thành gương mặt mới cho Mia Cosmetic trong 1 năm. Kết quả là Ksenia được gọi tên đầu tiên và Natalya là thí sinh tiếp theo bị loại.
- Nhiếp ảnh gia: Andrey Bykhov, Dmitriy Tyurin
- Khách mời đặc biệt: Yulia Panova, Anton Khagov, Vladimir Rybakov, Aleksandr Uman, Igor Bortnik, Olga Shelest

### Tập 10: How to make a living?
Khởi chiếu: 28 tháng 2 năm 2005
4 cô gái còn lại được đưa tới Studio Profi cho buổi chụp hình tiếp theo hóa thân thành đàn ông theo cặp. Sau đó, họ được đưa đến trường quay Meteo-TV để thử sức mình trong việc trở thành phóng viên dự báo thời tiết. Ngày hôm sau, Fyodor đến gặp họ trên du thuyền cùng với 4 quyển portfolio, trước khi bắt cặp với nhau cho một buổi casting tại 4 nơi: Cosmos Zoloto, Bosco di Ciliegi, Tsum và Kenzo. Quay về du thuyền, họ đã có một buổi tối giải trí với nhóm nhạc Chay Vdvoyom.
Ngày tiếp theo, các cô gái được chơi bowling tại sân bowling Sharpey. Vào buổi đánh giá với sự xuất hiện của giám khảo khách mời Sergey Zverev, Svetlana S. được gọi tên đầu tiên và Ksenia là thí sinh tiếp theo bị loại.
- Khách mời đặc biệt: Elena Kovrigina, Ruslan Bragin, Yulia Kosovan, Viktor Mikhaylov, Anna Moiseeva, Lyubov Popova, Alla Verber, Denis Klyaver, Stas Kostyushkin, Yulia Panova,  Sergey Zverev

### Tập 11: "She Couldn't Inspire Block"
Khởi chiếu: 6 tháng 3 năm 2005
3 cô gái còn lại được đưa tới một tòa biệt thự cho buổi chụp hình cuối cùng hóa thân thành những thiếu nữ của thế kỉ Bạc. Ngày hôm sau, họ đã có một ngày đi câu cá với chủ nhà Yulia và được thư giãn trong phòng tắm hơi.
Ngày tiếp theo, họ đã có một buổi tập catwalk với đạo diễn Lyubov Grechishnikova trong nhiều kiểu trang phục khác nhau. Vào buổi đánh giá ngày hôm sau với sự xuất hiện của giám khảo khách mời Lyubov Grechishnikova, Arina là thí sinh vào chung kết đầu tiên, Svetlana S. là thí sinh tiếp theo còn Anastasia là thí sinh cuối cùng bị loại.
- Nhiếp ảnh gia: Dmitriy Tyurin
- Khách mời đặc biệt: Elizaveta Romanyuk, Yulia Panova, Lyubov Grechishnikova

### Tập 12: Supermodels are not born. They become!
Khởi chiếu: 8 tháng 3 năm 2005
Arina & Svetlana S. đã có một buổi thử đồ tại cửa hàng thời trang Valentin Yudashkin. Ngày hôm sau, họ được đưa tới Gostiny Dvor cho một buổi tập dượt với đạo diễn Lyubov Grechishnikova, trước khi có buổi trình diễn thời trang cuối cùng cho nhà thiết kế Valentin Yudashkin tại Moscow Fashion Week 2004.
Vào buổi đánh giá cuối cùng ngày tiếp theo với sự xuất hiện của giám khảo khách mời Sergey Zverev, Lyubov Grechishnikova & Ksenia Sobchak, Svetlana S. trở thành quán quân thứ hai của cuộc thi.
- Khách mời đặc biệt: Valentin Yudashkin, Andrey Sharov, Lyubov Grechishnikova, Juozas Statkevičius, Alena Akhmadullina, Aleksandr Arngold, Vyacheslav Zaitsev, Sergey Zverev, Ksenia Sobchak, Aleksandr Monakhov

## Thứ tự gọi tên
| Thứ tự | Tập         | Tập         | Tập         | Tập         | Tập         | Tập         | Tập         | Tập         | Tập         | Tập         | Tập         | Tập         | Tập |
| Thứ tự | 1           | 2           | 3           | 4           | 5           | 6           | 7           | 8           | 9           | 10          | 11          | 12          |     |
| ------ | ----------- | ----------- | ----------- | ----------- | ----------- | ----------- | ----------- | ----------- | ----------- | ----------- | ----------- | ----------- | --- |
| 1      | Ksenia      | Natalya     | Anastasia   | Svetlana S. | Anastasia   | Tatyana     | Natalya     | Ksenia      | Ksenia      | Svetlana S. | Arina       | Svetlana S. |     |
| 2      | Svetlana S. | Darya       | Svetlana S. | Tatyana     | Ksenia      | Arina       | Anastasia   | Anastasia   | Arina       | Arina       | Svetlana S. | Arina       |     |
| 3      | Svetlana K. | Svetlana K. | Ksenia      | Anastasia   | Svetlana S. | Svetlana K. | Ksenia      | Natalya     | Anastasia   | Anastasia   | Anastasia   |             |     |
| 4      | Natalya     | Anastasia   | Natalya     | Ksenia      | Anna        | Svetlana S. | Arina       | Svetlana S. | Svetlana S. | Ksenia      |             |             |     |
| 5      | Ekaterina   | Tatyana     | Tatyana     | Anna        | Arina       | Natalya     | Tatyana     | Arina       | Natalya     |             |             |             |     |
| 6      | Yulia       | Ksenia      | Anna        | Arina       | Tatyana     | Ksenia      | Svetlana S. | Tatyana     |             |             |             |             |     |
| 7      | Alena       | Svetlana S. | Svetlana K. | Natalya     | Svetlana K. | Anastasia   | Svetlana K. |             |             |             |             |             |     |
| 8      | Anastasia   | Anna        | Arina       | Yulia       | Natalya     | Anna        |             |             |             |             |             |             |     |
| 9      | Tatyana     | Yulia       | Yulia       | Svetlana K. | Yulia       |             |             |             |             |             |             |             |     |
| 10     | Arina       | Ekaterina   | Darya       | Darya       |             |             |             |             |             |             |             |             |     |
| 11     | Anna        | Arina       | Ekaterina   |             |             |             |             |             |             |             |             |             |     |
| 12     | Darya       | Alena       |             |             |             |             |             |             |             |             |             |             |     |
| 13     | Kristina    |             |             |             |             |             |             |             |             |             |             |             |     |

     Thí sinh bị loại
     Thí sinh được miễn loại
     Thí sinh chiến thắng cuộc thi

### Buổi chụp hình
- Tập 1: Eva ở vườn địa đàng
- Tập 2: Tạo dáng trong giày cao gót
- Tập 3: Điên cuồng trên không trung
- Tập 4: Ảnh chân dung trắng đen bộc lộ cảm xúc
- Tập 5: Thủy thủ trên thuyền
- Tập 6: Thời trang thể thao quyến rũ
- Tập 7: Ảnh bìa tạp chí Cosmopolitan
- Tập 8: Tạo dáng dưới nước
- Tập 9: Hóa thân thành người nổi tiếng; Casting cho Mia Cosmetic
- Tập 10: Đàn ông lưỡng tính theo cặp
- Tập 11: Thiếu nữ thời đại Bạc trong bữa tiệc cocktail